# Barulhinho Bom - Uma Viagem Musical
Barulhinho Bom - Uma Viagem Musical é um álbum duplo, sendo simultaneamente o quarto de estúdio e o segundo ao vivo da cantora brasileira Marisa Monte. O álbum debutou na primeira posição na lista dos discos mais vendidos do Brasil, se tornando o quarto álbum consecutivo da cantora a alcançar essa posição na tabela. Barulhinho Bom também provocou grande polêmica pela capa, um desenho do artista de quadrinhos pornô-naif Carlos Zéfiro. Nos Estados Unidos, onde o álbum foi lançado com o título de A Great Noise (Um Barulho Ótimo), sua capa foi censurada com um tarja preta sobre os seios do desenho.
O álbum ao vivo foi gravado no Teatro Guararapes, em Recife, Pernambuco, entre 13 e 14 de outubro de 1995 e no Teatro Carlos Gomes, Rio de Janeiro, em 28 de março de 1996. Já o álbum em estúdio foi gravado nos estúdios Impressão Digital, Rio de Janeiro, em junho de 1996, e no Kampo Audio/Video em Nova Iorque, em julho do mesmo ano.
O disco em estúdio contém três músicas inéditas ("Arrepio", "Maraçá" e "Magamalabares") compostas por Carlinhos Brown, um poema de Octavio Paz, traduzido por Haroldo de Campos e musicado pela artista ("Blanco"), e covers de Moraes Moreira ("Chuva no Brejo"), Gilberto Gil ("Cérebro Eletrônico") e Lulu Santos ("Tempos Modernos"). Já o ao vivo contém 5 canções anteriormente gravadas em estúdio e inclusas pela artista em seus discos anteriores ("Segue o Seco", "Ao Meu Redor", "Bem Leve", "Ainda Lembro" e "Beija Eu"), junto com outros covers.
O álbum ao vivo foi gravado durante a parte nordestina da turnê do álbum Verde, Anil, Amarelo, Cor-de-Rosa e Carvão em 1994. Em junho  de 2020, como parte do projeto Cinephonia, uma coleção extra de faixas ao vivo gravadas em dezembro de 1996 foi lançada digitalmente, sendo intitulada de Hotel Tapes.
| Críticas profissionais | Críticas profissionais |
| Avaliações da crítica  | Avaliações da crítica  |
| Fonte                  | Avaliação              |
| ---------------------- | ---------------------- |
| All Music Guide        | [ 3 ]                  |

## Faixas
| Disco 1 - Ao Vivo |                                         |                                           |         |  |
| N.º               | Título                                  | Compositor(es)                            | Duração |  |
| 1.                | "Panis et Circenses"                    | Gilberto Gil/Caetano Veloso               | 3:12    |  |
| 2.                | "De Noite na Cama"                      | Caetano Veloso                            | 3:28    |  |
| 3.                | "Beija Eu"                              | Marisa Monte/Arnaldo Antunes/Arto Lindsay | 3:17    |  |
| 4.                | "Give Me Love (Give Me Peace on Earth)" | George Harrison                           | 4:09    |  |
| 5.                | "Ainda Lembro"                          | Monte/Nando Reis                          | 3:38    |  |
| 6.                | "A Menina Dança"                        | Galvão/Moraes                             | 2:09    |  |
| 7.                | "Dança da Solidão"                      | Paulinho da Viola                         | 3:23    |  |
| 8.                | "Ao Meu Redor"                          | Reis                                      | 4:35    |  |
| 9.                | "Bem Leve"                              | Antunes/Monte                             | 2:39    |  |
| 10.               | "Segue o Seco"                          | Carlinhos Brown                           | 2:58    |  |
| 11.               | "O Xote das Meninas"                    | Zé Dantas/Luiz Gonzaga                    | 4:53    |  |
| Duração total:    | Duração total:                          | Duração total:                            | 38:24   |  |

| Disco 2 - Em Estúdio |                      |                                  |         |  |
| N.º                  | Título               | Compositor(es)                   | Duração |  |
| 1.                   | "Arrepio"            | Brown                            | 2:16    |  |
| 2.                   | "Magamalabares"      | Brown                            | 3:37    |  |
| 3.                   | "Chuva no Brejo"     | Moreira                          | 2:25    |  |
| 4.                   | "Cérebro Eletrônico" | Gilberto Gil                     | 2:53    |  |
| 5.                   | "Tempos Modernos"    | Lulu Santos                      | 3:03    |  |
| 6.                   | "Maraçá"             | Brown                            | 3:49    |  |
| 7.                   | "Blanco"             | Monte/Haroldo Campos/Octavio Paz | 0:47    |  |
| Duração total:       | Duração total:       | Duração total:                   | 18:48   |  |

## Desempenho nas paradas
| Paradas                | Melhor posição | Certificação | Vendagem |
| ---------------------- | -------------- | ------------ | -------- |
| Brasil - Parada de CDs | 1              | 2× Platina   | 750.000  |